# Amada
Amada fou una ciutat de Núbia, a uns 180 km al sud d'Assuan, en territori d'Egipte.
La ciutat tenia un temple petit, però amb inscripcions històriques importants, i és el més antic de la zona. Una estela descriu una campanya militar d'Amenhotep II a Àsia. Una altra estela descriu la guerra amb els libis amb Menerptah.
El temple fou dedicat a Amon i Ra. Fou construït per ordre de Tuthmosis III i el va acabar el seu fill Amenhotep II. La sala hipòstila fou afegida per Tuthmosis IV, i Seti I i Ramsès I també hi van fer addicions. La decoració està conservada amb pintura policromada i escenes de culte. Hi ha força relleus pintats. Algunes representacions d'Amon foren esborrades per ordre d'Akhenaton. S'han trobat escenes del virrei de Kus, Messui.
En l'època cristiana es va fer servir com a església.
Per evitar ser cobert per les aigües, fou traslladat a uns 2 o 3 quilòmetres, junt amb el temple de Derr. L'operació va durar més de deu anys. El 1979 fou declarada Patrimoni de la Humanitat de la UNESCO dins el conjunt «Monuments nubians des d'Abu Simbel fins a Files».